# Ezio Sclavi
Ezio Sclavi (né le 23 mars 1903 à Stradella dans la province de Pavie et mort le 31 août 1968 à Taggia dans la province d'Imperia) est un joueur international et entraîneur de football italien, qui jouait au poste de gardien de but. Il se reconvertit par la suite en tant que peintre.

## Biographie

### Après sa retraite
Prenant part en tant que volontaire à la guerre d'Éthiopie (il y vivait et avait entraîné plusieurs clubs, remportant même des championnats en tant qu'entraîneur-joueur), il est fait prisonnier et détenu dans un camp près du lac Tanganyika. Il retourne ensuite en Italie après 13 ans d'absence et s'installe en Ligurie, où il se met à peindre. Il n'arrêta pas la peinture jusqu'à sa mort en 1968, à 65 ans.

## Palmarès
Juventus
- Championnat d'Italie (1) :
  - Champion : 1925-26.